# Dracy-le-Fort
Dracy-le-Fort és un municipi francès, situat al departament de Saona i Loira i a la regió de Borgonya - Franc Comtat. L'any 2007 tenia 1.323 habitants.

## Demografia

### Població
El 2007 la població de fet de Dracy-le-Fort era de 1.323 persones. Hi havia 514 famílies, de les quals 96 eren unipersonals (64 homes vivint sols i 32 dones vivint soles), 223 parelles sense fills, 171 parelles amb fills i 24 famílies monoparentals amb fills.
La població ha evolucionat segons el següent gràfic:
Habitants censats

### Habitatges
El 2007 hi havia 567 habitatges, 530 eren l'habitatge principal de la família, 12 eren segones residències i 25 estaven desocupats. 538 eren cases i 29 eren apartaments. Dels 530 habitatges principals, 465 estaven ocupats pels seus propietaris, 59 estaven llogats i ocupats pels llogaters i 7 estaven cedits a títol gratuït; 4 tenien una cambra, 18 en tenien dues, 31 en tenien tres, 89 en tenien quatre i 389 en tenien cinc o més. 456 habitatges disposaven pel capbaix d'una plaça de pàrquing. A 158 habitatges hi havia un automòbil i a 356 n'hi havia dos o més.

### Piràmide de població
La piràmide de població per edats i sexe el 2009 era:
| Homes | Edats   | Dones |
| ----- | ------- | ----- |
| 0     | 95 o +  | 1     |
| 0     | 90 a 94 | 2     |
| 1     | 85 a 89 | 7     |
| 7     | 80 a 84 | 4     |
| 17    | 75 a 79 | 10    |
| 14    | 70 a 74 | 15    |
| 28    | 65 a 69 | 38    |
| 38    | 60 a 64 | 39    |
| 59    | 55 a 59 | 44    |
| 75    | 50 a 54 | 73    |
| 51    | 45 a 49 | 53    |
| 27    | 40 a 44 | 39    |
| 42    | 35 a 39 | 41    |
| 25    | 30 a 34 | 25    |
| 23    | 25 a 29 | 19    |
| 16    | 20 a 24 | 14    |
| 42    | 15 a 19 | 34    |
| 39    | 10 a 14 | 38    |
| 27    | 5 a 9   | 30    |
| 19    | 0 a 4   | 17    |

## Economia
El 2007 la població en edat de treballar era de 821 persones, 568 eren actives i 253 eren inactives. De les 568 persones actives 539 estaven ocupades (284 homes i 255 dones) i 29 estaven aturades (14 homes i 15 dones). De les 253 persones inactives 122 estaven jubilades, 68 estaven estudiant i 63 estaven classificades com a «altres inactius».

### Ingressos
El 2009 a Dracy-le-Fort hi havia 526 unitats fiscals que integraven 1.353,5 persones, la mediana anual d'ingressos fiscals per persona era de 26.401 €.

### Activitats econòmiques
Dels 115 establiments que hi havia el 2007, 1 era d'una empresa extractiva, 2 d'empreses alimentàries, 1 d'una empresa de fabricació de material elèctric, 9 d'empreses de fabricació d'altres productes industrials, 18 d'empreses de construcció, 14 d'empreses de comerç i reparació d'automòbils, 2 d'empreses de transport, 2 d'empreses d'hostatgeria i restauració, 1 d'una empresa d'informació i comunicació, 9 d'empreses financeres, 7 d'empreses immobiliàries, 19 d'empreses de serveis, 28 d'entitats de l'administració pública i 2 d'empreses classificades com a «altres activitats de serveis».
Dels 27 establiments de servei als particulars que hi havia el 2009, 1 era una funerària, 2 tallers de reparació d'automòbils i de material agrícola, 1 establiment de lloguer de cotxes, 3 paletes, 2 guixaires pintors, 3 fusteries, 2 lampisteries, 5 electricistes, 2 empreses de construcció, 1 perruqueria, 1 restaurant i 4 agències immobiliàries.
L'únic establiment comercial que hi havia el 2009 era una fleca.
L'any 2000 a Dracy-le-Fort hi havia 4 explotacions agrícoles.

## Equipaments sanitaris i escolars
El 2009 hi havia 1 hospital de tractaments de curta durada, 1 hospital de tractaments de mitja durada (seguiment i rehabilitació i 1 ambulància.
El 2009 hi havia una escola elemental.

## Poblacions més properes
El següent diagrama mostra les poblacions més properes.